# Шумнатиця
Шумна́тиця (болг. Шумнатица) — село в Кирджалійській області Болгарії. Входить до складу общини Кирково.

## Населення
За даними перепису населення 2011 року у селі проживали 474 особи, з них 455 осіб (98,5%) — болгари.
Розподіл населення за віком у 2011 році:
Динаміка населення: